# Campo Novo do Parecis
Campo Novo do Parecis – miasto i gmina w Brazylii, w stanie Mato Grosso.